# Округ Емет (Ајова)
Емет (енгл. Emmet County) је округ у америчкој савезној држави Ајова.

## Демографија
По попису из 2010. године број становника је 10.302, што је 725 (-6,6%) становника мање 2000. године.
| Група             | 2000.          | 2010.         |
| Белци             | 10.424 (94,5%) | 9.319 (90,5%) |
| Афроамериканци    | 26 (0,2%)      | 65 (0,6%)     |
| Азијати           | 33 (0,3%)      | 44 (0,4%)     |
| Хиспаноамериканци | 475 (4,3%)     | 763 (7,4%)    |
| Укупно            | 11.027         | 10.302        |